# Träd, Gräs och Stenar
Träd, Gräs & Stenar ("Bomen, Gras en Stenen") is een Zweedse rockband opgericht in 1969. De band was een van de belangrijkste acts in de Zweedse 'Progg' (progressiv musik)-scene, alhoewel zij minder politiek georiënteerd waren dan andere bands uit deze scene.

## Achtergrond

### Pärson Sound, International Harvester and Harvester
De band Pärson Sound werd in de zomer van 1967 opgericht en bestond uit Bo Anders Persson (gitaar), Thomas Tidholm (zang, saxofoon en fluit), Arne Ericsson (cello), Urban Yman (viool), Torbjörn Abelli (basgitaar) en Thomas Mera Gartz (drums). De groep, die een experimentele stijl van psychedelische rockmuziek ten gehore bracht, bracht nooit een plaat uit, hoewel een reeks opnamen van 1967-1968 werd uitgebracht als de dubbel-cd Pärson Sound (1967-68) in 2001 en als een 3 LP Deluxe boxset in 2010. In augustus 1968 veranderde de band zijn naam naar "International Harvester". In 1969 verkortte de band zijn naam naar "Harvester" en bracht het album Hemåt ("huiswaarts") uit.

### Träd, Gräs & Stenar
In de zomer van 1969 hervormde de band zich als Träd, Gräs & Stenar. De band bestond nu uit Bo Anders Persson, Torbjörn Abelli, Arne Ericsson en Thomas Mera Gartz. Het album "Träd, Gräs & Stenar", soms "het groene album" genoemd, dat zij in 1970 uitbrachten bevatte onder andere covers van Bob Dylan's "All Along the Watchtower" en "(I Can't Get No) Satisfaction" van de Rolling Stones.

## Discografie

### Als "Pärson Sound"
- Pärson Sound (1967-68) (CD - 2001)
- Pärson Sound 3 LP Boxset (LP - 2010)

### Als "International Harvester"
- Sov gott Rose-Marie (LP - 1968)

### Als "Harvester"
- Hemåt (LP - 1969)

### Träd, Gräs & Stenar
- Träd, Gräs & Stenar (LP - 1970)
- Djungelns Lag (LP - 1971)
- Rock för Kropp och Själ (LP - 1972)
- Mors Mors (LP - 1972)
- Gärdet 12.6.1970 (CD - 1996)
- Ajn, Schvajn, Draj (CD - 2002)
- Homeless Cats (CD - 2009)
- Tack för kaffet (CD - 2017)